# Перекалля
Перека́лля — село у Зарічненській громаді Вараського району Рівненської області України. Населення станом на 1 січня 2025 року становить 771 мешканець. Є школа, клуб, бібліотека.

## Географія
Через село тече річка Річиця, ліва притока Стиру.

## Розташування
Віддалене на 32 км від районного центру.

## Історія
Уперше село згадується в 1647 році. Влітку 1907 року тут сталося заворушення селян проти поміщиків.
За тимчасової окупації нацисти стратили голову сільради В. В. Кучинського, спалили живцем в будинку 12 мирних жителів.
На фронтах другої світової війни билося 45 жителів села, з них 30 нагороджені. Під час війни загинуло 20 чоловік.
05.02.1965 Указом Президії Верховної Ради Української РСР передано Перекальську сільраду Дубровицького району до складу Володимирецького району.

## Населення
За переписом населення 2001 року в селі мешкала 901 особа.

### Мова
Розподіл населення за рідною мовою за даними перепису 2001 року:
| Мова       | Відсоток |
| ---------- | -------- |
| українська | 99,45 %  |
| російська  | 0,55 %   |